# پادشاه ماپوم
ماپوم گئومگوان گایا (درگذشته ۲۹۱ میلادی)، سومین پادشاه گئومگوان گایا (یکی از ایالات کنفدراسیون گایا) و پسر دومین پادشاه آن، گئودئونگ و همسرش ملکه موجونگ بود. او در سال ۲۵۹ جانشین پدرش گئودئونگ شد و پس از ماپوم پسرش گئوجیلمی به پادشاهی رسید.
او نیز مانند دیگر پادشاهان دودمان سلطنتی گئومگوان، نام خانوادگی کیم را داشت. مادر او ملکه موجونگ بود. ماپوم با ملکه هوگو که نوهٔ جو گوانگ (یک مقام بلندپایه) بود ازدواج کرد.